# ابن ليل (مسلسل)
ابن ليل مسلسل مصري درامي اجتماعي عن قصة وسيناريو وحوار طارق بركات مقتبس عن القصة العالمية الكونت دي مونت كريستو وإنتاج شركة صوت القاهرة للصوتيات والمرئيات وإخراج إسماعيل عبد الحافظ. يتكون المسلسل من 30 حلقة وقد عرض للمرة الأولى في 2012 على قنوات كايرو دراما 2، تايم دراما، أوسكار دراما، والنيل العائلة.
تدور أحداث المسلسل حول ظلم البشر لبعضهم البعض وتسلطهم عليهم. يقوم ببطولة المسلسل مجدي كامل، أحمد بدير، يوسف شعبان، فريال يوسف، أحمد راتب، نهال عنبر، وآخرون.

## التصوير والإنتاج
قرر المؤلف طارق بركات والمخرج إسماعيل عبد الحافظ اختيار مجدي كامل لبطولة المسلسل في نوفمبر 2011 على أن يتم استكمال باقي اختيار الممثلين تاليا على أن يبدأ التصوير في يناير 2012 في مدينة الإنتاج الإعلامي.
قررت بسمة أحمد الانسحاب من المسلسل بسبب رفض شركة الإنتاج دفع مبلغ مليوني جنيه كما طلب أحمد بدير 1.3 مليون جنيه ولكن شركة الإنتاج استطاعة تخفيض المبلغ وتوقيع العقد. وافق المخرج إسماعيل عبد الحافظ على قبول مبلغ مليوني جنيه على الرغم من أنه أقل بكثير مما يحصل عليه في العادة بينما تم تخفيض مطالب مجدي كامل من مليونين إلى 1.8 مليون جنيه. ونتجت المفاوضات مع الممثلين الآخرين إلى انسحاب نرمين الفقي وأمير كرارة وقبول أحمد راتب ونهال عنبر وفتوح أحمد المبلغ وتوقيع العقد. انسحب في فترة تالية كل من طارق لطفي وصبري فواز وأحمد خليل[ ؟ ] وخالد سرحان. قال بركات أن المسلسل يمكن قراءته سياسياً أو اجتماعياً خاصة وأن البطل سيكون حاكماً على قريته في يوم ما لكنه أكد أن الرسالة الحقيقية التي يريد المسلسل إيصالها هي أن المجتمع عادة ما يصنع شياطينه.
عبر أحمد بدير عن سعادته بالعمل للمرة الأولى مع المخرج إسماعيل عبد الحافظ وقال عنه بأنه ممتع. نفى مجدي كامل وجود أي تشابه بين شخصيته الحالية في مسلسل ابن ليل وشخصية دياب في مسلسل وادي الملوك في السنة الماضية. كما نفى كامل تصريح سابق ليوسف شعبان الذي صرح بأن المسلسل لن يعرض في رمضان وأكد أنه متبقي 3 ساعات تصوير بعدما تم استكمال 15 ساعة.

## القصة
تبدأ أحداث المسلسل عندما يجد شافكي طفلا حديث الولادة مرمي عند الشجرة القريبة من بيته. يتم ابلاغ العمدة مطاوع الذي يسارع بعملية البحث عن أمه وأبيه ولكنه يفشل عن العثور عليهما. يقرر شافكي تبنيه وتسجيله باسمه كما يقوم بتربيته إمام المسجد الشيخ عرفة مع زوجته نادرة. تتم تسميه الطفل المولود باسم حامد ولكنه يحرم من دخول المدرسة بأمر من العمدة الذي يقرر أن يجعله يعمل في خدمته منذ كان يبلغ من العمر ست سنوات.
يكبر حامد ليصبح شابا يافعا حيث قرر سابقا تثقيف نفسه بنفسه بما يقع في يديه من كتب بعدما علمه خطاب ابن الشيخ عرفة القراءة والكتابة. يتعلق قلب حامد بابنة الشيخ عرفة عزة التي تبادله نفس المشاعر ولكن بهجت ابن شيخ البلد صباحي محمد حسين يقرر خطف عزة من حامد الذي يغير منه غيرة شديدة بالزواج منها.
في ليلة زفاف بهجت بعزة تموت شخصية حامد الطيبة لتولد شخصية شريرة ثائرة على الكل. يتفق حامد مع لصين على سرقة خزنة أكبر تاجر في القرية وهو خيري أثناء انشغال الجميع بالزفاف. يتم اتهام اللصين وحامد بالسرقة ولكن تتم تبرئة حامد بعدما اتفق مع اللصين على الاعتراف بالجريمة مقابل نصيب أكبر من أموال الخزنة. يقرر العمدة وشيخ البلد وكبار رجال القرية طرد حامد ووالده بالتبني شافكي من القرية حيث يتجهان إلى قرية مجاورة لهما ويبدأ فيها بالانشغال في تجارة الخضراوات ثم تجارة الفواكه وأخيرا تجارة العقارات ويحقق أرباحا كبيرة بلغت الملايين واستطاع تكوين علاقات مع كبار المسئولين في المحافظة. يخرج اللصين من السجن ويطالبان بحصتهما من الغنيمة بالإضافة إلى الأرباح فيدبر لهما حامد مكيدة ويقتلهما ويدبر الأمر كما لو كانا اختلفا على تقاسم الأموال.
يعود حامد إلى قريته وهدفه الرئيسي الانتقام من جميع من أهانه والزواج من عزة حبيبة قلبه التي كانت قد أنجبت من زوجها بهجت ابن أسمته صباحي على اسم جده. استطاع حامد بمساعدة ساعده الأيمن فتوح خطف العمدة في ليلة زفاف ابنه البكر ربيع وتصويره وهو موثق بالشجرة وتهديده بعدم اعتراض طريقه ثم في اليوم التالي يقرر تقديم بلاغ في مركز الشرطة بشأن العمدة وينجح بفضل علاقاته بالمسئولين الكبار أن يجبره على توقيع تعهد بعدم اعتراض طريقه. يقرر حامد تزويج شافكي وفي نفس الليلة وبالاتفاق مع شيخ الغفر خلف الذي تحالف معه سرا من أجل الحصول على منصب العمدة استدرج ربيع ابن العمدة واعطاه مسدس مسروق من أحد رجال الأمن من أجل قتل حامد ولكن الشرطة تقبض عليه قبل أن ينجح في مسعاه ويتم اتهامه بالشروع في قتل وسرقة مسدس حكومي ولكن بطلب من الشيخ عرفة ونادرة تنازل حامد عن التهمة الأولى. نتيجة لذلك هرب ربيع من أجل عدم دخوله السجن.
يتقرب حامد من شوقي ابن أحد كبار البلد خليفة ويطلب منه الترشح بعضوية مجلس الشعب ولكنه وبطريقة غير مباشرة يجعله يتعرف على مومس التي تستدرجه إلى شقة دعارة ويتم ابلاغ شرطة الآداب التي تلقي القبض عليه فيتم فضحه في وسائل الاعلام وتطلب منه زوجته الطلاق ثم يقرر الموافقة على العمل في شركة حامد الذي يسيء معاملته. يوجه حامد فتوح إلى وضع حبوب بانجو في مخزن التاجر البخيل خيري ويتم ابلاغ شرطة مكافحة المخدرات التي تلقي القبض عليه. تزيد السرقات والخطف في القرية بتحريض من حامد وبتنفيذ من فتوح فتقرر المحافظة عزل العمدة مطاوع من منصبه وتعيين بدلا منه شيخ الغفر خلف مكانه فيفقد مطاوع عقله بسبب ضياع المنصب منه ويسخر منه أهالي القرية جميعهم.
يقرر حامد شراء قصر لازوغلي بأي ثمن وينجح في ذلك وينتقل للعيش فيه. يفتتح حامد مطحنة بمكائن حديثة ويعرض خدماته بنصف أسعار مطحنة شيخ البلد الذي ينجح في افلاسه وبيع المطحنة لشخص من النوبة ولكن ينجح حامد في شرائها منه من أجل اذلال شيخ البلد صباحي.
يبعث حامد بأحد زملائه التجار جرجس من أجل دفع رشوة لبهجت الموظف في البنك من أجل السماح له بأخذ قرض من دون ضمانات ولكن يتم الإيقاع به بالصوت والصورة ويصدر الحكم بسجنه لسبع سنوات. في نفس الوقت يحاول فتوح اغتصاب صفاء خادمة حامد وعند فشله يضربها ضربا مبرحا مما يجعل حامد يثور على فتوح ويطرده من شركاته ومن القرية فيقرر فتوح الانتقام من حامد بسرد كل ما يعرفه من جرائم حامد لربيع ابن العمدة وبهجت ابن شيخ البلد الذين يتفقان بشكل منفصل على الانتقام منه بقتله.
بضغط من خطاب تتقدم عزة بطلب الطلاق من بهجت ولكنها تقرر اعتزال الزواج والتفرغ لتربية ابنها على عكس رغبة خطاب الذي يحاول اقناعها بالموافقة على الزواج من حامد بعدما اشتراه بأموال وهبها له من دون مقابل ولكن عزة تصر على الرفض مما يجبر حامد على الحضور إلى منزل والدها عند منتصف الليل حيث كان أخيها للتوه عائد إلى منزله بينما والدها نائم حيث حاول اقناعها بالزواج منه وتذكيرها بعشقهما القديم ولكنها تصر على الرفض مما يجعله يغتصبها في لحظة جنون.
يعود حامد إلى قصره وهو في حالة انهيار نفسي شديد وتعترف له الخادمة المسنة فواكه أنها والدته الحقيقية واسمه غريب وأن والده الحقيقي هو موظف البريد في القرية زكريا منسي الذي توفي قبل ولادته وأهله رفضوا الاعتراف بالزواج والجنين. يخرج حامد وهو في حالة ضيق شديد من قصره متوجها إلى الشجرة التي ولد عندها وتتعقبه عزة خفية وهي ملثمة وتطعنه مرتين في خاصرته انتقاما لشرفها فتهرب ويقرر شافكي وفواكه وصفاء البحث عن حامد الذين يجدونه كما كانوا يتوقعون عند الشجرة وهو مضرج بدمائه ويشهق أنفاسه الأخيرة وهو في حضن والده بالتبني شافكي.

## الشخصيات
| - مجدي كامل: حامد شافكي عبد المقصود وغريب زكريا منسي - أحمد بدير: شافكي عبد المقصود أب حامد التبني - يوسف شعبان: العمدة مطاوع النجدي - فريال يوسف: عزة ابنة الشيخ عرفة وزوجة بهجت صباحي - أحمد راتب: الشيخ عرفة وأ حامد التبني - نهال عنبر: نادرة زوجة الشيخ عرفة وأم حامد بالتبني - بهاء ثروت: بهجت صباحي ابن شيخ اللد وزوج عزة - محمد عبد الحافظ: ربيع النجدي ابن العمدة - محمد وفيق: صباحي محمد حسين شيخ البلد - أحمد صيام: خيري التاجر البخيل - فتوح أحمد: خلف شيخ الغفر ثم العمدة | - محمد عبد الجواد: فتوح ساعد حامد الأيمن - أحمد جلال عبد القوي: شوقي خليفة - محمد ريحان: خليفة أحد كبار القرية - سعيد صديق: أخ العمدة - أشرف زكي: خطاب ابن الشيخ عرفة - محمد الصاوي: من أهل القرية - رانيا فتح الله: زوجة شيخ البلد - أحمد يوسف: صديق حامد في القرية الأخرى - بهجت عدلي: ابن الشيخ عرفة - سامي عبد الحليم: المأمور - عادل أمين: لازوغلي | - حمدي هيكل: حنفي أحد اللصين - أحمد حبشي: درديري أحد اللصين - أحمد صادق: ناظر المدرسة - قاسم الدالي: صديق فتوح - محمد الملاح: أحد أهل القرية - أحمد الشريف: أحد أهل القرية - باسم شكري: أحد أهل القرية - محمود الجابري: نجدي النجدي ابن العمدة - ولاء حمزة: صفاء خادمة حامد - ياسمينا: جميلة ابنة أخ العمدة مطاوع - مينا النجار: مهند رئيس النيابة |

## فريق العمل
| - ديكور: سيد أنور - تصميم أزياء: منى حمزة - أحمد علي - مدير الإضاءة: محمد السيد - مديرو التصوير: محمد زغلول - طارق سويلم - علي طه - مراقبة كاميرات: محمد رضا - الصوت: سامي معوض - م. صوت: نبيل المنايلي - مسجل فيديو: محمد حمدي - مونتاج الكتروني: محمد عادل - الموسيقى التصويرية والألحان: عمار الشريعي - الأشعار الداخلية والمقدمة والنهاية: سيد حجاب - غناء: علي الحجار - شارك في الغناء: هدى وفرقتها - حجازي متقال وفرقته - المكساج الدرامي: حسن صفافة - تصميم التترات: سامح خليل - مونتاج التترات: أحمد الليثي - المونتاج: محيي الدين محمد | - أشرف على ماكياج العمل: محمد عشوب - كوافير العمل: محمد الاسكندراني - تصحيح اللهجة: عبد النبي هواري - محمد العبد - إشراف مناطق التصوير المفتوحة: م/ أشرف مسعود - مديرو الإنتاج: أحمد الصاوي - أشرف إبراهيم - محمد سوسة - مدير إدارة الإنتاج: إبراهيم حطب - ساعد في الإخراج: محمد العربي - محمد سيد أنور - مساعد المخرج الأول: سهام عبد الرازق - المخرجان المساعدان: أكرم موسى - مؤمن حجازي - المخرج المنفذ: أحمد أبو السعود - رئيس القطاع الهندسي: أحمد جمعة - مدير عام الخدمات: سمير عقل - مدير عام الدراما: إبراهيم مبروك - رئيس قطاع الإنتاج: محمد أبو اليزيد - الإشراف العام: سعد عباس - النص الدرامي: طارق بركات - الإخراج: إسماعيل عبد الحافظ |

## ردود الفعل
عبر مجدي كامل عن استيائه من شركة الإنتاج بسبب وضع صورته في مسلسل وادي الملوك على تتر المقدمة في الحلقات الست الأولى حتى تم تدارك الوضع اعتبارا من الحلقة السابعة.